# ФК «Олимпия» Волгоград в сезоне 2013/2014
Сезон 2013/2014 — 11-й сезон ФК «Олимпия» из города Волгограда на профессиональном уровне.

## Хронология событий
- 26 октября 2013 года во время матча против команды «Краснодар-2», получил повреждение Виктор Борисов, которое не позволило футболисту принять участие в оставшихся играх осенней части Первенства ПФЛ.[1]
- 3 февраля 2014 года футболисты «Олимпии» вышли из отпуска и начали подготовку в Волгограде ко второй части Первенства ПФЛ.[2]

## Форма
| Поставщик формы           | Поставщик формы | \| Основная \| Гостевая 1 \| Гостевая 2 \| | \| Основная \| Гостевая 1 \| Гостевая 2 \| | \| Основная \| Гостевая 1 \| Гостевая 2 \| | \| Основная \| Гостевая 1 \| Гостевая 2 \| | \| Основная \| Гостевая 1 \| Гостевая 2 \| |
| ------------------------- | --------------- | ------------------------------------------ | ------------------------------------------ | ------------------------------------------ | ------------------------------------------ | ------------------------------------------ |
| Adidas                    |                 | \| Основная \| Гостевая 1 \| Гостевая 2 \| | \| Основная \| Гостевая 1 \| Гостевая 2 \| | \| Основная \| Гостевая 1 \| Гостевая 2 \| | \| Основная \| Гостевая 1 \| Гостевая 2 \| | \| Основная \| Гостевая 1 \| Гостевая 2 \| |
| Матчи в форме по турнирам |                 |                                            |                                            |                                            |                                            |                                            |
| ПФЛ                       | ПФЛ             | 24 (+13=5−6)                               | 24 (+13=5−6)                               | 24 (+13=5−6)                               | 8 (+3=2−3)                                 | 2 (+1=0−1)                                 |
| Кубок России              | Кубок России    | 0                                          | 0                                          | 0                                          | 1 (+0=0−1)                                 | 0                                          |
| Итого                     | Итого           | 24 (+13=5−6)                               | 24 (+13=5−6)                               | 24 (+13=5−6)                               | 9 (+3=2−4)                                 | 2 (+1=0−1)                                 |
| Основная                  | Гостевая 1      | Гостевая 2                                 |                                            |                                            |                                            |                                            |

## Тренерский штаб
| Руководитель   | Дата рождения    | Должность      | Срок работы   |
| -------------- | ---------------- | -------------- | ------------- |
| Артём Куликов  | 31 января 1980   | главный тренер |               |
| Дмитрий Иванов | 17 сентября 1970 | тренер         |               |
| Виктор Гузь    | 16 января 1971   | тренер         | до 02.09.2013 |

## Состав
| 1             | Андрей Мишкевич     | Флаг России | 27 ноября 1992  | Сокол (Саратов)      |
| 20            | Валерий Поляков     | Флаг России | 13 июля 1989    | Энергия (Волжский)   |
| 16            | Антон Бунин         | Флаг России | 7 августа 1995  |                      |
| Защитники     |                     |             |                 |                      |
| 4             | Дмитрий Тимачёв     | Флаг России | 2 февраля 1983  | Авангард (Курск)     |
| 6             | Евгений Пронин      | Флаг России | 10 ноября 1988  | Энергия (Волжский)   |
| 12            | Андрей Комаров      | Флаг России | 1 февраля 1992  |                      |
| 13            | Вадим Смирнов       | Флаг России | 8 октября 1989  | Энергия (Волжский)   |
| 19            | Владимир Назаров    | Флаг России | 22 августа 1994 |                      |
| 21            | Арно Атти-Байеба    | Флаг России | 10 марта 1993   | Волгарь-Астрахань    |
| 22            | Владимир Яцук       | Флаг России | 28 июня 1984    | Энергия (Волжский)   |
| 23            | Сергей Уфаев        | Флаг России | 5 июля 1981     | Звезда (Рязань)      |
| 25            | Борис Шевелев       | Флаг России | 10 мая 1993     | Спартак (Йошкар-Ола) |
| 27            | Степан Рябоконь     | Флаг России | 22 апреля 1993  | Ротор                |
| 94            | Александр Трубников | Флаг России | 8 марта 1994    | Энергия (Волжский)   |
| Полузащитники |                     |             |                 |                      |
| 5             | Евгений Калошин     | Флаг России | 27 июля 1994    |                      |
| 10            | Александр Заикин    | Флаг России | 15 января 1988  | Коломна              |
| 18            | Илья Кирносов       | Флаг России | 26 мая 1992     | Энергия (Волжский)   |
| 24            | Денис Абрамов       | Флаг России | 6 июня 1995     |                      |
| 30            | Левани Лацузбая     | Флаг России | 23 марта 1988   | Динамо (Кострома)    |
|               | Александр Нечаев    | Флаг России | 19 января 1987  | Ротор                |
| Нападающие    |                     |             |                 |                      |
| 7             | Виктор Борисов      | Флаг России | 12 апреля 1985  | Север                |
| 9             | Эльдар Мамедов      | Флаг России | 5 января 1990   | Энергия (Волжский)   |
| 11            | Артём Сердюк        | Флаг России | 22 января 1990  | МИТОС                |
| 15            | Андрей Перевалов    | Флаг России | 18 апреля 1995  | Энергия (Волжский)   |
| 17            | Максим Молоканов    | Флаг России | 6 сентября 1995 | Энергия (Волжский)   |

## Трансферы

### Лето 2013
| Позиция | Игрок               | Клуб                            |
| ------- | ------------------- | ------------------------------- |
| Вр      | Валерий Поляков     | «Ротор» (Волгоград)             |
| Защ     | Евгений Пронин      | «Энергия» (Волжский)            |
| Защ     | Вадим Смирнов       | «Энергия» (Волжский)            |
| Защ     | Владимир Яцук       | «Энергия» (Волжский)            |
| Защ     | Александр Трубников | «Энергия» (Волжский)            |
| Защ     | Владимир Назаров    |                                 |
| Защ     | Борис Шевелев       | «Спартак» (Йошкар-Ола)          |
| Защ     | Арно Атти-Байеба    | «Волгарь-Астрахань» (Астрахань) |
| Защ     | Степан Рябоконь*    | «Ротор» (Волгоград)             |
| ПЗ      | Илья Кирносов       | «Энергия» (Волжский)            |
| ПЗ      | Марат Гарипов       | «Краснодар» (Краснодар)         |
| ПЗ      | Олег Алейник        | «Ротор» (Волгоград)             |
| ПЗ      | Левани Лацузбая     | «Динамо» (Кострома)             |
| Нап     | Эльдар Мамедов      | «Энергия» (Волжский)            |
| Нап     | Алексей Масленников | «Энергия» (Волжский)            |
| Нап     | Игорь Масленников   | «Энергия» (Волжский)            |
| Нап     | Максим Молоканов    | «Энергия» (Волжский)            |
| Нап     | Андрей Перевалов    | «Энергия» (Волжский)            |
| Нап     | Евгений Панфилов    | «Волгарь-Астрахань» (Астрахань) |
| Нап     | Алексей Сугак       | «Таганрог» (Таганрог)           |
| Нап     | Виктор Борисов      | «Север» (Мурманск)              |

| Позиция | Игрок               | Клуб                           |
| ------- | ------------------- | ------------------------------ |
| Вр      | Алексей Балаган     | «Зенит» (Пенза)                |
| Защ     | Артём Акентьев      |                                |
| Защ     | Антон Беглов        | «Цемент» (Михайловка)          |
| Защ     | Роман Кутынец       | «Энергия» (Волжский)           |
| Защ     | Сергей Соколов      | «Смена» (Комсомольск-на-Амуре) |
| ПЗ      | Никита Галкин       | «Север» (Мурманск)             |
| ПЗ      | Сейт-Даут Гаракоев  | «Ангушт» (Назрань)             |
| ПЗ      | Никита Звягин       |                                |
| ПЗ      | Станислав Ильин     |                                |
| ПЗ      | Дмитрий Коваленко   | «Локомотив» (Лиски)            |
| ПЗ      | Иван Мясников       | «Энергия» (Волжский)           |
| ПЗ      | Александр Поляков   |                                |
| ПЗ      | Александр Рябенко   |                                |
| ПЗ      | Дмитрий Синкевич    | «Энергия» (Волжский)           |
| ПЗ      | Александр Царенко   |                                |
| Нап     | Альфред Аплеталин   |                                |
| Нап     | Иван Герасимов      | «Астрахань» (Астрахань)        |
| Нап     | Владимир Люндин     |                                |
| Нап     | Эльдар Мамедов      |                                |
| ПЗ      | Владимир Ларионов   | «Энергия» (Волжский)           |
| Нап     | Алексей Масленников | «Октан» (Пермь)                |
| Нап     | Игорь Масленников   | «Октан» (Пермь)                |
| Нап     | Евгений Панфилов    | «Астрахань» (Астрахань)        |
| Нап     | Алексей Сугак       |                                |
| ПЗ      | Марат Гарипов       |                                |

### Зима 2013/2014
| Позиция | Игрок            | Клуб                |
| ------- | ---------------- | ------------------- |
| ПЗ      | Александр Нечаев | «Ротор» (Волгоград) |
| ПЗ      | Александр Заикин | «Коломна» (Коломна) |
| Защ     | Дмитрий Тимачёв  | «Авангард» (Курск)  |

| Позиция | Игрок          | Клуб                  |
| ------- | -------------- | --------------------- |
| ПЗ      | Олег Алейник   | «Волгарь» (Астрахань) |
| Нап     | Виктор Яковлев |                       |

* В аренду  

** Из аренды 

## Матчи
− Победа
 − Ничья
 − Поражение

### Товарищеские матчи
| 2013-06-30 Предсезонный | «Олимпия»                                                   | 2:2 | «Север» (Мурманск)                            | Волгоград          |
| | 1:1 Виктор Яковлев 52′ (пен.) · 2:1 Алексей Масленников 68′ |     | 0:1 Алексей Жданов 4′ · 2:2 Никита Кашаев 75′ | Стадион: УТБ Ротор |
| «Олимпия»: Мишкевич, Астунин, Уфаев, Яцук, Трубников (Иванцов, 32), А.Смирнов (Моц, 59), Ларионов (Калошин, 78), Яковлев (Молоканов, 71), И.Масленников (Кирносов, 46), А.Масленников, Сердюк (Мамедов, 46). · «Север» (Мурманск): Балаган (Михаленок, 65), Олеников, Королев (Виноградов, 60), В.Смирнов, Кашаев, Апатин, Курнаев (Епифанов, 80), Мысин (Гнидов, 46), Галкин, Сталеров (Карасёв, 46), Жданов (Шумов, 70). · А.Масленников — ?. |                                                             |     |                                               |                    |

| 2013-07-2 Предсезонный | «Олимпия» | 0:2 | «Сокол» (Саратов)                                 | Камышин                                                             |
| |           |     | 0:1 Азамат Гонежуков 30′ · 0:2 Игорь Бугаенко 55′ | Стадион: Текстильщик Зрителей: 300 Судья: Сергей Баранов (Волжский) |
| «Олимпия»: Поляков, Астунин, Яцук, Уфаев, Трубников, Смирнов, Гарипов, А.Масленников, И.Масленников, Яковлев, Мамедов. На замену выходили: Мишкевич, Сугак, Сердюк, Кирносов, Моц, Ларионов, Молоканов, Мясников, Шевелев. «Сокол» (Саратов): Скорняков (Фёдоров, 46), Семякин (Сырцов, 46), Солодков (Зибров, 46), Горбатюк (Рябых, 46), Тимофеев (Тугушев, 46), Дутов (Постников, 46), Сафонов (Шапошников, 46), Хубаев (Шешин, 46), Васильев (Гуляйкин, 46), Шумилин (Бугаенко, 46), Гонежуков (Гаврюк, 46). |           |     |                                                   |                                                                     |

| 2014-02-22 Межсезонный | «Олимпия»                    | 1:2 | «Якутия» (Якутск) | Крымск |
| | 1:1 Евгений Калошин ? (пен.) |     |                   |        |
| «Олимпия»: Поляков (Мишкевич, 46), Яцук (Тимачёв, 46), Уфаев (Пронин, 46), Трубников (?, 46), Шевелев (?, 46), Смирнов (Калошин, 46), Рябоконь (Комаров, 46), Нечаев (Мамедов, 46), Борисов (Кирносов, 46), Заикин (Молоканов, 46), Сердюк (Перевалов, 46). |                              |     |                   |        |

| 2014-02-26 Межсезонный | «Олимпия»            | 1:1 | «Кубань» (Краснодар) (мол.) | Крымск |
| | 1:1 Артём Сердюк 90′ |     | 0:1 Дмитрий Титов           |        |
| «Олимпия»: Поляков, Яцук, Уфаев, Рябоконь, Трубников, Пронин, Смирнов, Кирносов, Мамедов, Заикин, Сердюк. Во втором тайме на замены выходили: Мишкевич, Шевелев, Молоканов, Калошин, Комаров. |                      |     |                             |        |

| 2014-02-28 Межсезонный | «Олимпия»    | 1:2 | «Торпедо» (Армавир)                 | Крымск |
| | Артём Сердюк |     | Андрей Кобенко · Алексей Домшинский |        |
| «Торпедо» (Армавир): Швагирев, Ионов, Крючихин, Ярославцев (Кайтов), Хорин, Мамедов (Егиазаров), Калайджян, Халваши (Гомлешко), Кобенко, Шевченко (Малыш), Павлов (Домшинский). |              |     |                                     |        |

| 2014-03-3 Межсезонный | «Олимпия» | 0:1 | «Выбор-Курбатово» (Воронеж) | Крымск              |
| |           |     | 0:1 Александр Корнев 21′    | Стадион: СОК Гигант |
| «Олимпия»: Поляков, Уфаев, Яцук, Тимачёв, Трубников, Пронин, Смирнов, Мамедов, Борисов, Заикин, Сердюк. Во втором тайме на замены выходили: Мишкевич, Молоканов, Комаров, Шевелев, Калошин, Кирносов. «Выбор-Курбатово» (Воронеж): Янишевский (Проскурин, 46), Раковский (Якунин, 46), Петров, Белобаев (Кретинин, 46), Магаль (Мамонтов, 46), Ямлиханов (Анохин, 59), Корнев (Егорычев, 46), Панарин (Смирнов, 46), Березин (Сотников, 46), Иноземцев (Свеженцев, 60), Авраменко (Кобзев, 46). |           |     |                             |                     |

| 2014-03-9 Межсезонный | «Олимпия»                      | 1:5 | «Ротор» (Волгоград) | Волгоград                         |
| 14:00 MSK | 1:3 Евгений Калошин 68′ (пен.) |     | 0:1 Абдель Ламанж 41′ · 0:2 Хызыр Аппаев 43′ · 0:3 Хызыр Аппаев 45′ (пен.) · 1:4 Артур Рылов 88′ · 1:5 Хорен Байрамян 90′ | Стадион: Электроник Зрителей: 150 |
| «Олимпия»: Поляков (Мишкевич), Уфаев (Шевелев), Яцук, Рябоконь (Калошин), Трубников, Смирнов, Пронин, Заикин (Комаров), Мамедов (Кирносов), Борисов (Молоканов), Сердюк. «Ротор» (Волгоград): Пчелинцев (Книга), Тен (Васянович), Ламанж, Гузь (Малыгин), Устинов, Войдель (Байрамян), Яковлев (Рылов), Байрамян (Фомин), Кабутов (Мязин), Рылов (Лукьяновс), Аппаев (Кабутов). |                                |     | |                                   |

| 2014-03-16 Межсезонный | «Олимпия» | 0:2 | «Черноморец» (Новороссийск)                        | Крымск                           |
| 13:30 MSK |           |     | 0:1 Алексей Абрамов 4′ · 0:2 Анатолий Шевченко 25′ | Стадион: СОК Гигант Зрителей: 10 |
| «Олимпия»: Поляков (Мишкевич, 46), Уфаев, Яцук, Тимачёв (М.Рябоконь), Атти-Байеба (Калошин, 57), Смирнов, С.Рябоконь, Мамедов (Кирносов, 62), Заикин (Комаров, 82), Борисов (Молоканов, 76), Пронин. · «Черноморец» (Новороссийск): Руденко, Пуляев (Мустафаев, 58), Абдулфаттах (Чибиров, 58), Алибегашвили, Горелов (Корнилов, 71), Лусикян (Перелыгин, 77), Макиев (Лушников, 58), Суродин, Абрамов, Синявский (Синяев, 44), Шевченко (Фулга, 67). · Атти-Байеба, Тимачёв (20'), С.Рябоконь (29'), Пронин, Борисов (64') — Пуляев (33'), Шевченко (45+'), Макиев (50'), Алибегашвили, А.Абрамов (55'). · Синявский (42'). · Тимачёв (83') — Шевченко (66'). |           |     |                                                    |                                  |

| 2014-03-19 Межсезонный | «Олимпия»                   | 1:1 | «Локомотив» (Лиски)            | Крымск |
| | 1:1 Сергей Уфаев 64′ (пен.) |     | 0:1 Кирилл Нестеров 60′ (пен.) |        |
| «Олимпия»: Мишкевич, Яцук, С.Рябоконь, Уфаев, Тимачев, Калошин, Смирнов, Заикин, Борисов, Мамедов, Пронин. Во втором тайме на замены выходили: Бунин, Молоканов, Кирносов, Комаров, Атти-Байеба. · «Локомотив» (Лиски): Плохих (Андреев, 21), Силкин (Чикунов, 46), Коваленко (Щукин, 46), Баульчев, Еремин, Стручков, Белов, Кириченко, Сагдиев (Хугаев, 70), Нестеров, Якушев (Грузнов, 73). · С.Рябоконь — Плохих (21'). |                             |     |                                |        |

| 2014-03-22 Межсезонный | «Олимпия» | 0:0 | «Смена» (Комсомольск-на-Амуре) | Крымск |
| 11:00 MSK |           |     |                                |        |
| «Олимпия»: Поляков, Яцук, Уфаев, Атти-Байеба, С.Рябоконь, Смирнов, Калошин, Комаров, Кирносов, Заикин, Пронин. Во втором тайме на замены выходили: Елфимов, М.Рябоконь, Молоканов. |           |     |                                |        |

| 2014-03-31 Межсезонный | «Олимпия» | 10:0 | ВКОР (Волгоград) | Волгоград           |
| 15:00 MSK | 1:0 Владимир Яцук 5′ · 2:0 Владимир Яцук 11′ · 3:0 Сергей Уфаев 41′ (пен.) · 4:0 Андрей Комаров 48′ · 5:0 Евгений Пронин 51′ · 6:0 Александр Заикин 53′ · 7:0 Евгений Пронин 63′ · 8:0 Сергей Уфаев 67′ (пен.) · 9:0 Андрей Комаров 70′ · 10:0 Андрей Комаров 76′ |      |                  | Стадион: Электроник |
| «Олимпия»: Мишкевич, Уфаев, Яцук, Рябоконь, Тимачёв (Атти-Байеба, 55), Смирнов (Трубников, 46), Калошин (Шевелев, 66), Заикин, Мамедов (Молоканов, 53), Кирносов (Комаров, 51), Пронин. | |      |                  |                     |

| 2014-04-5 Межсезонный | «Олимпия» | 6:0 | «Цемент» (Михайловка) | Волгоград                                             |
| 17:00 MSK | 1:0 Евгений Пронин 15′ · 2:0 Александр Заикин 19′ · 3:0 Дмитрий Тимачёв 39′ · 4:0 Сергей Уфаев 44′ (пен.) · 5:0 Андрей Комаров 49′ · 6:0 Илья Кирносов 71′ |     |                       | Стадион: Электроник Судья: Рафаэль Шафеев (Волгоград) |
| «Олимпия»: Поляков, Трубников, Уфаев (Шевелев, 64), Яцук, Тимачёв, Калошин (Атти-Байеба, 59), Рябоконь, Заикин, Комаров (Молоканов, 61), Мамедов (Кирносов, 48), Пронин. | |     |                       |                                                       |

### Первенство ПФЛ. Зона «Юг»

#### Первый круг
| 2013-07-12 1 тур | «Биолог-Новокубанск» (Прогресс)                         | 2:2      | «Олимпия»                                            | Прогресс                                                                |
| 18:30 MSK | 1:2 Амурбек Царикаев 88′ · 2:2 Владимир Яцук 90′ (авт.) | Протокол | 0:1 Сергей Уфаев 15′ · 0:2 Виктор Яковлев 63′ (пен.) | Стадион: Биолог Зрителей: 700 Судья: Дмитрий Стрельцов (Ростов-на-Дону) |
| «Биолог-Новокубанск» (Прогресс): Хайманов, Попов, Сапожников, Быков, Фаринов (Губанов, 58), Кумехов (Шестаков, 67), А.Конов (Лучин, 45), З.Конов, Мараховский, Иванов (Науменко, 63), Царикаев. · «Олимпия»: Поляков, Яцук, Уфаев, Пронин (Гарипов, 31), Трубников, Смирнов, А.Масленников (Панфилов, 81), И.Масленников (Яковлев, 44), Кирносов, Абрамов (Сугак, 80), Сердюк (Мамедов, 50). · Хайманов (17'), Иванов (62'), Кумехов (71'), Царикаев (71'), Попов (71') — Мамедов (72'). · Фаринов (71'). |                                                         |          |                                                      |                                                                         |

| 2013-07-17 2 тур | «Олимпия» | 0:1      | «Дагдизель» (Каспийск)      | Волгоград                                                         |
| 19:00 MSK |           | Протокол | 0:1 Анвар Газимагомедов 57′ | Стадион: Олимпия Зрителей: 500 Судья: Максим Шутов (Новочеркасск) |
| «Олимпия»: Поляков, Уфаев, Яцук, Трубников (Шевелев, 64), Абрамов, Смирнов, Гарипов (Ларионов, 57), А.Масленников, И.Масленников (Молоканов, 75), Кирносов (Мамедов, 64), Сердюк (Сугак, 64). · «Дагдизель» (Каспийск): Хайбуллаев, Гераев (Вагидов, 65), Абидинов, Гаджибеков, Гафаров, Тагиров, Муслимов, Газимагомедов (Испагиев, 80), Мирзаев (Багомедов, 66), Кадимов (Саадуев, 65), Алиев. · Гераев (54'), Испагиев (82'), Вагидов (85'). |           |          |                             |                                                                   |

| 2013-07-22 3 тур | «Терек-2» (Грозный)      | 1:2      | «Олимпия»                                      | Грозный                                                                      |
| 18:00 MSK | 1:2 Шамиль Ашаханов 90+′ | Протокол | 0:1 Виктор Яковлев 28′ · 0:2 Илья Кирносов 63′ | Стадион: им. С.Билимханова Зрителей: 500 Судья: Юрий Сотников (Новороссийск) |
| «Терек-2» (Грозный): Асаев, Адаев, Тагилов, Яшин, Абубакаров, Джунидов (Гарисултанов, 54), Идрисов (Мутошвили, 50), Усманов (Ашаханов, 66), Абдурашидов (Тохосашвили, 75), Лабазанов (Магомадов, 58), Торшенцев. · «Олимпия»: Поляков, Уфаев, Яцук, Трубников, Шевелев, Смирнов, Гарипов (Калошин, 75), Яковлев (Кирносов, 60), Мамедов (Молоканов, 89), А.Масленников (Панфилов, 60), Сердюк (Комаров, 82). · Яшин (39') — Трубников (39'), Панфилов (68'). |                          |          |                                                |                                                                              |

| 2013-07-30 4 тур | «Олимпия»                                                                                               | 4:1      | «Краснодар-2» (Краснодар) | Волгоград                                                           |
| 18:00 MSK | 1:0 Олег Алейник 33′ · 2:0 Евгений Панфилов 36′ · 3:0 Виктор Яковлев 54′ (пен.) · 4:0 Алексей Сугак 65′ | Протокол | 4:1 Кирилл Морозов 67′    | Стадион: Олимпия Зрителей: 500 Судья: Александр Гуренко (Астрахань) |
| «Олимпия»: Поляков, Уфаев, Яцук, Трубников, Шевелев, Смирнов (Атти-Байеба, 74), Алейник, Панфилов (Калошин, 85), Яковлев (Кирносов, 66), Мамедов (Молоканов, 79), Сердюк (Сугак, 52). · «Краснодар-2» (Краснодар): Леонов, Михайлов, Морозов, Лузин, Зябиров, Крыжевских (Дычко, 69), Чхапелия (Хмелевской, 62), Акимов (Андриенко, 56), Самсонов, Ахриев (Альшанский, 58), Петрученко (Майер, 46). · Уфаев (60'), Атти-Байеба (76') — Леонов (68'). | |          |                           |                                                                     |

| 2013-08-4 5 тур | «Черноморец» (Новороссийск)                                | 2:0      | «Олимпия» | Новороссийск                                                      |
| 19:00 MSK | 1:0 Сергей Веркашанский 61′ · 2:0 Владимир Яцук 89′ (авт.) | Протокол |           | Стадион: Центральный Зрителей: 2 500 Судья: Артём Чистяков (Азов) |
| «Черноморец» (Новороссийск): Комиссаров (Руденко, 70), Миронов (Сидоричев, 70), Абдулфаттах, Рябов, Губарь (Чалый, 68), Макиев (Суродин, 46), Кочубей, Миносян, Синяев (Прус, 46), Шевченко, Веркашанский. · «Олимпия»: Поляков, Яцук, Уфаев, Трубников, Шевелев, Смирнов, Алейник (Абрамов, 85), Мамедов, Яковлев (Кирносов, 74), Панфилов (Сердюк, 54), Сугак. · Веркашанский (13'), Суродин (58'), Шевченко (80') — Трубников (14'), Яковлев (34'), Алейник (52'), Поляков (80'). |                                                            |          |           |                                                                   |

| 2013-08-9 6 тур | «Олимпия» | 0:3      | «Волгарь» (Астрахань)                                                           | Волгоград                                                                   |
| 18:00 MSK |           | Протокол | 0:1 Дмитрий Ахба 10′ · 0:2 Алексей Коломийченко 12′ · 0:3 Александр Алхазов 37′ | Стадион: Олимпия Зрителей: 700 Судья: Василий Мирошниченко (Ростов-на-Дону) |
| «Олимпия»: Поляков, Яцук, Уфаев, Абрамов (Шевелев, 15), Трубников, Смирнов (Атти-Байеба, 66), Алейник, Мамедов, Яковлев (Борисов, 46), Панфилов (Гарипов, 39), Сугак (Сердюк, 56). · «Волгарь» (Астрахань): Сикач, Шляков, Иванов, Жиров, Терехов, Мильдзихов (Балов, 62), Перов, Кренделев, Коломийченко (Кириленко, 53; Таутиев, 69), Алхазов (Жабкин, 60), Ахба (Сафронов, 72). · Сугак (33'), Трубников (65'), Борисов (80'), Сердюк (88') — Шляков (17'), Терехов (22'), Кренделев (40'), Сикач (69'), Жабкин (89'). · Борисов (85'). |           |          |                                                                                 |                                                                             |

| 2013-08-17 7 тур | «Таганрог»           | 1:3      | «Олимпия»                                                                 | Таганрог                                                             |
| 18:00 MSK | 1:1 Алексей Ткач 65′ | Протокол | 0:1 Артём Сердюк 45′ · 1:2 Олег Алейник 78′ · 1:3 Олег Алейник 81′ (пен.) | Стадион: Торпедо Зрителей: 1 000 Судья: Лаша Верулидзе (Владикавказ) |
| «Таганрог»: Афанасьев, Аминев, Гудукин, Цховребов, Синица, Захарченко, Чернышев (Ткач, 46), Чечулин, Танделов (Гиголаев, 87), Родионов (Валуйский, 54; Резников, 81), Бояринцев (Гаркушин, 46). · «Олимпия»: Мишкевич, Яцук, Рябоконь, Уфаев (Калошин, 72), Трубников, Атти-Байеба, Смирнов, Алейник, Мамедов (Молоканов, 89), Яковлев (Абрамов, 75), Сердюк (Комаров, 86). · Гудукин (40'), Чечулин (85') — Алейник (20'), Яковлев (45'), Сердюк (45'), Рябоконь (87'). |                      |          |                                                                           |                                                                      |

| 2013-08-22 8 тур | «Энергия» (Волжский)      | 1:2      | «Олимпия»                                     | Волжский                                                                            |
| 18:00 MSK | 1:0 Кирилл Воронщиков 26′ | Протокол | 1:1 Артём Сердюк 66′ · 1:2 Виктор Яковлев 84′ | Стадион: Центральный им. Ф.Г.Логинова Зрителей: 1 000 Судья: Олег Соколов (Воронеж) |
| «Энергия» (Волжский): Рыськов, Ахмедханов, Олифиренко, Товкач, Синкевич, А.Смирнов, Кутынец, Галишников (Зотьев, 62), Сандркин (Таранов, 71), Воронщиков (Сошников, 82), Кравченко. · «Олимпия»: Мишкевич, Яцук, Рябоконь, Трубников (Шевелев, 80; Абрамов, 90), Атти-Байеба, В.Смирнов, Уфаев (Калошин, 56), Алейник, Борисов (Яковлев, 73), Лацузбая (Мамедов, 46), Сердюк. · Синкевич (66'), Кутынец (75'), Ахмедханов (83') — Рябоконь (57'). · Ахмедханов (90') — Рябоконь (89'). |                           |          |                                               |                                                                                     |

| 2013-08-28 9 тур | «Олимпия» | 5:2      | «Дружба» (Майкоп)                                            | Волгоград                                                      |
| 17:30 MSK | 1:0 Артём Сердюк 3′ · 2:0 Артём Сердюк 7′ · 3:0 Виктор Борисов 41′ · 4:1 Артём Сердюк 86′ · 5:2 Артём Сердюк 90+′ | Протокол | 3:1 Кирилл Эйдельнант 82′ (пен.) · 5:1 Кирилл Эйдельнант 90′ | Стадион: Олимпия Зрителей: 500 Судья: Юнус Кошко (Белореченск) |
| «Олимпия»: Мишкевич, Яцук, Уфаев, Трубников, Атти-Байеба (Шевелев, 87), Смирнов, Калошин (Молоканов, 79), Алейник (Яковлев, 53), Мамедов (Кирносов, 69), Борисов (Лацузбая, 66), Сердюк. · «Дружба» (Майкоп): Плахтий, Трещанский, Абаев, Цакулов, Таклиев (А.Муков, 85), Эйдельнант, Батырбиев (Конов, 60), Ушаков (Кушхов, 71), Бацев, Осмаев (М.Муков, 10), Коттоев (Датхужев, 29). · Смирнов (35'), Яцук (81') — Ушаков (39'), Трещанский (44'). | |          |                                                              |                                                                |

| 2013-09-4 10 тур | «Торпедо» (Армавир) | 0:3      | «Олимпия»                                                           | Армавир                                                            |
| 17:00 MSK |                     | Протокол | 0:1 Артём Сердюк 6′ · 0:2 Олег Алейник 14′ · 0:3 Виктор Борисов 23′ | Стадион: Юность Зрителей: 1 500 Судья: Максим Васильченко (Майкоп) |
| «Торпедо» (Армавир): Москаленко, Юдин (Халваши, 78), Крючихин, Ярославцев, Горелов, Правило, Касьянов (Нестеренко, 46), Т.Мамедов (Мустафаев, 46), Егиазаров (Малыш, 59), Домшинский, Бессонов (Подружко, 68). · «Олимпия»: Поляков, Яцук, Уфаев, Трубников, Атти-Байеба, Смирнов, Рябоконь (Калошин, 65), Борисов (Лацузбая, 72), Э.Мамедов (Яковлев, 76), Алейник (Молоканов, 90), Сердюк (Кирносов, 89). · Бессонов (44'), Мустафаев (79') — Смирнов (17'), Трубников (38'). |                     |          |                                                                     |                                                                    |

| 2013-09-9 11 тур | «Олимпия»                                                                                     | 4:1      | «Алания-Д» (Владикавказ)         | Волгоград                                                      |
| 17:00 MSK | 1:0 Артём Сердюк 8′ · 2:0 Евгений Калошин 35′ · 3:0 Вадим Смирнов 44′ · 4:0 Вадим Смирнов 65′ | Протокол | 4:1 Дзамболат Хасцаев 87′ (пен.) | Стадион: Олимпия Зрителей: 1 000 Судья: Денис Заботин (Москва) |
| «Олимпия»: Поляков, Яцук, Рябоконь, Атти-Байеба, Уфаев (Шевелев, 90), Смирнов, Калошин (Пронин, 80), Мамедов (Кирносов, 77), Борисов (Лацузбая, 69), Алейник (Молоканов, 88), Сердюк. · «Алания-Д» (Владикавказ): Гиголаев, Толмасов (Дзампаев, 68), Хадиков, А.Калманов, Качмазов, Кокоев, Сиукаев (Дойати, 57), Туаев (С.Калманов, 85), Карацев (Маргиев, 53), Хабалов, Хасцаев. · Калошин (13'), Атти-Байеба (47'), Алейник (82'), Уфаев (86') — С.Калманов (90+'). |                                                                                               |          |                                  |                                                                |

| 2013-09-14 12 тур | «Машук-КМВ» (Пятигорск) | 0:4      | «Олимпия»                                                                                       | Пятигорск                                                                    |
| 17:00 MSK |                         | Протокол | 0:1 Степан Рябоконь 5′ · 0:2 Виктор Борисов 43′ · 0:3 Олег Алейник 65′ · 0:4 Виктор Борисов 77′ | Стадион: Центральный Зрителей: 400 Судья: Дмитрий Стрельцов (Ростов-на-Дону) |
| «Машук-КМВ» (Пятигорск): Шуть, Гафаров (Бештоков, 66), Нестеренко (Джатиев, 46), Демидов, Бердник, Ибрагимов, Дзахмишев, Тебердиев, Алимагомаев, Баев (Айвазянц, 46), Киракосян. · «Олимпия»: Мишкевич, Яцук, Рябоконь, Трубников, Атти-Байеба (Шевелев, 90), Смирнов, Калошин (Лацузбая, 74), Мамедов (Кирносов, 20; Абрамов, 89), Борисов (Молоканов, 80), Алейник, Сердюк. · Нестеренко (37'), Тебердиев (68'), Джатиев (78'). · Алимагомаев (66'). |                         |          |                                                                                                 |                                                                              |

| 2013-09-19 13 тур | «Олимпия»                   | 1:1      | «Витязь» (Крымск)      | Волжский                                                                                 |
| 17:00 MSK | 1:1 Александр Трубников 77′ | Протокол | 0:1 Артур Григорян 39′ | Стадион: Центральный им. Ф.Г.Логинова Зрителей: 500 Судья: Александр Гуренко (Астрахань) |
| «Олимпия»: Мишкевич, Яцук, Рябоконь, Трубников (Молоканов, 89), Атти-Байеба (Шевелев, 76), Смирнов, Калошин (Яковлев, 32), Э.Мамедов, Борисов (Уфаев, 73), Алейник (Лацузбая, 66), Сердюк. · «Витязь» (Крымск): Р.Мамедов, Утицких, Паскаянц, Саккати, Джаркава, Балкаров, Михалев, Устинов, Прус (Акопян, 89), Калоев, Григорян (Кокорев, 83). · Алейник (63'), Сердюк (76') — Устинов (60'), Джаркава (70'). |                             |          |                        |                                                                                          |

| 2013-09-24 14 тур | «Астрахань» | 0:1      | «Олимпия»               | Астрахань                                                             |
| 16:00 MSK |             | Протокол | 0:1 Степан Рябоконь 64′ | Стадион: Астрахань Зрителей: 1 200 Судья: Максим Шутов (Новочеркасск) |
| «Астрахань»: Курсеков, Карлащук, Зеленский, Уразов, Григорян, Уруру, Панфилов, Сечин, Грантовский, Ажмухамбетов (Каратляшев, 68), Абдинов. · «Олимпия»: Поляков, Уфаев, Яцук, Рябоконь (Калошин, 67), Атти-Байеба, Смирнов, Трубников, Борисов (Кирносов, 89), Мамедов (Абрамов, 90), Яковлев (Лацузбая, 55), Сердюк. · Грантовский (28'), Уразов (38') — Атти-Байеба (40'), Лацузбая (59'), Калошин (78'), Борисов (87'), Сердюк (90+'). |             |          |                         |                                                                       |

| 2013-09-29 15 тур | «Олимпия»                                       | 2:0      | «ГТС» (Рыздвяный) | Волгоград                                                    |
| 16:00 MSK | 1:0 Степан Рябоконь 29′ · 2:0 Владимир Яцук 39′ | Протокол |                   | Стадион: Олимпия Зрителей: 400 Судья: Максим Каплин (Москва) |
| «Олимпия»: Поляков, Яцук, Уфаев, Атти-Байеба, Трубников, Смирнов, Рябоконь (Калошин, 79), Мамедов (Кирносов, 87), Яковлев (Лацузбая, 54), Алейник (Абрамов, 72), Борисов (Молоканов, 90). · «ГТС» (Рыздвяный): Аршиев, Ярцев, Нижевязов, Бакланов, Солтанов, Вартанов (Примак, 73), Плиев (Саверский, 68), Кусов, Хугаев, Магомедов (Павлов, 46), Зароченцев. · Яковлев (17'), Рябоконь (49'), Лацузбая (59') — Магомедов (37'), Нижевязов (42'), Примак (85'). |                                                 |          |                   |                                                              |

| 2013-10-5 16 тур | СКВО (Ростов-на-Дону) | 1:1      | «Олимпия»              | Ростов-на-Дону                                                      |
| 16:00 MSK | 1:1 Сергей Шудров 34′ | Протокол | 0:1 Виктор Борисов 12′ | Стадион: СКА СКВО Зрителей: 500 Судья: Юрий Сотников (Новороссийск) |
| СКВО (Ростов-на-Дону): Малов, Лещиков, Власов, Губанов, Ляпусов, Николаев (Чернявский, 24; Стуканов, 80), Бузняков, Янковский (Моисеенко, 65), Шудров, Смуров, Бирюков. · «Олимпия»: Поляков (Мишкевич, 46), Уфаев (Калошин, 39), Яцук, Трубников, Атти-Байеба, Смирнов, Рябоконь, Алейник, Борисов (Яковлев, 89), Мамедов, Сердюк. · Губанов (39') — Рябоконь (59'), Сердюк (75'). |                       |          |                        |                                                                     |

| 2013-10-10 17 тур | «Олимпия»                                            | 2:1      | «МИТОС» (Новочеркасск) | Волгоград                                                           |
| 15:00 MSK | 1:0 Виктор Борисов 10′ · 2:1 Олег Алейник 60′ (пен.) | Протокол | 1:1 Сергей Сагин 15′   | Стадион: Олимпия Зрителей: 500 Судья: Дмитрий Недвижай (Кисловодск) |
| «Олимпия»: Поляков, Яцук, Рябоконь, Трубников, Атти-Байеба, Смирнов, Калошин (Пронин, 61), Алейник (Кирносов, 87), Мамедов (Абрамов, 90), В.Борисов (Лацузбая, 83), Сердюк. · «МИТОС» (Новочеркасск): Воронин, Дубовой (Смольский, 11), М.Борисов, Казаченко, Мироник, Сагин, Талалай (Мороз, 50), Алексеев, Гейдаров, Состин, Черемисов (Агапцев, 58). · Мамедов (8'), Атти-Байеба (24'), В.Борисов (52') — Сагин (17'), Черемисов (27'), Смольский (51'), Мироник (59'), Алексеев (64'), М.Борисов (84'), Гейдаров (90+'). · Мироник (79'). |                                                      |          |                        |                                                                     |

#### Второй круг
| 2013-10-15 18 тур | «Дагдизель» (Каспийск) | 1:0      | «Олимпия» | Каспийск                                                                               |
| 14:30 MSK | 1:0 Тофик Кадимов 35′  | Протокол |           | Стадион: Анжи-Арена (3-е поле) Зрителей: 200 Судья: Дмитрий Стрельцов (Ростов-на-Дону) |
| «Дагдизель» (Каспийск): Гаджикадиев, Фатуллаев, Гитинов, Гаджибеков, Саадуев, Тагиров, Гафаров (Муслимов, 88), Багомедов (Газимагомедов, 63), Шалбузов, Алиев (Мирзаев, 74), Кадимов. · «Олимпия»: Мишкевич, Яцук, Рябоконь, Трубников, Абрамов (Шевелев, 49), Калошин (Пронин, 54; Лацузбая, 84), Смирнов, Алейник, Борисов (Кирносов, 79), Мамедов (Молоканов, 88), Сердюк. · Гафаров (22'), Багомедов (42'), Гитинов (74'), Фатуллаев (85'), Шалбузов (90+') — Абрамов (47'), Калошин (48'), Рябоконь (58'), Сердюк (53'), Пронин (66'), Мамедов (88'), Яцук (90+'). · Сердюк (83'). |                        |          |           |                                                                                        |

| 2013-10-20 19 тур | «Олимпия»                                          | 2:0      | «Терек-2» (Грозный) | Волгоград                                                   |
| 15:00 MSK | 1:0 Олег Алейник 34′ (пен.) · 2:0 Олег Алейник 50′ | Протокол |                     | Стадион: Олимпия Зрителей: 400 Судья: Артём Чистяков (Азов) |
| «Олимпия»: Поляков, Уфаев, Яцук, Трубников (Абрамов, 90), Атти-Байеба (Шевелев, 84), Калошин (Пронин, 52), Смирнов, Алейник, Борисов (Лацузбая, 89), Кирносов (Молоканов, 64), Мамедов. · «Терек-2» (Грозный): Царцаев, Тагилов, Адаев, Абубакаров, Абдурашидов, Брагин, Семячкин, Торшенцев (Идрисов, 84), Усманов (Кадиев, 70), Тохосашвили (Магомадов, 56), Ахъядов. · Трубников (25'), Калошин (31'), Атти-Байеба (81') — Абубакаров (34'). |                                                    |          |                     |                                                             |

| 2013-10-26 20 тур | «Краснодар-2» (Краснодар) | 0:1      | «Олимпия»             | Краснодар                                                                         |
| 17:00 MSK |                           | Протокол | 0:1 Владимир Яцук 69′ | Стадион: академии ФК «Краснодар» Зрителей: 400 Судья: Максим Шутов (Новочеркасск) |
| «Краснодар-2» (Краснодар): Кавлинов, Зябиров, Лузин, Морозов, Хмелевской, Михайлов, Чуперка, Акимов (Марушко, 46), Ахриев, Балабанов (Андриенко, 46), Чхапелия. · «Олимпия»: Поляков, Яцук, Уфаев, Трубников, Атти-Байеба, Смирнов, Рябоконь (Пронин, 83), Борисов (Кирносов, 58), Алейник, Мамедов (Молоканов, 75), Сердюк (Лацузбая, 89). · Акимов (44'), Чуперка (80') — Трубников (88'). |                           |          |                       |                                                                                   |

| 2013-11-1 21 тур | «Олимпия»            | 1:2      | «Черноморец» (Новороссийск)                             | Волгоград                                                    |
| 15:00 MSK | 1:1 Олег Алейник 36′ | Протокол | 0:1 Сергей Веркашанский 12′ · 1:2 Анатолий Шевченко 41′ | Стадион: Олимпия Зрителей: 400 Судья: Илья Тришин (Балашиха) |
| «Олимпия»: Поляков, Уфаев, Яцук, Трубников, Атти-Байеба (Шевелев, 55), Рябоконь, Пронин (Кирносов, 64), Смирнов (Калошин, 84), Мамедов (Лацузбая, 66), Алейник, Сердюк. · «Черноморец» (Новороссийск): Комиссаров (Руденко, 46), Корнилов, Абдулфаттах, Алибегашвили, Абрамов, Перелыгин (Суродин, 46), Макиев, Кочубей, Миносян, Шевченко, Веркашанский. · Пронин (11'), Яцук (68') — Абрамов (52'). · Нереализованный пенальти: Кирилл Кочубей (73', мимо). |                      |          |                                                         |                                                              |

| 2013-11-7 22 тур | «Волгарь» (Астрахань) | 0:0      | «Олимпия» | Астрахань                                                               |
| 18:30 MSK |                       | Протокол |           | Стадион: Центральный Зрителей: 1 000 Судья: Максим Васильченко (Майкоп) |
| «Волгарь» (Астрахань): Сикач, Зуйков, Иванов, Жиров, Терехов, Кириленко, Перов, Кренделев, Балов (Коломийченко, 66), Алхазов, Сафронов (Ахба, 63). · «Олимпия»: Поляков, Уфаев (Абрамов, 51), Яцук, Рябоконь, Атти-Байеба, Пронин, Смирнов, Калошин (Кирносов, 88), Трубников, Алейник, Сердюк. · Ахба (85'), Сикач (90+') — Смирнов (55'). |                       |          |           |                                                                         |

| 2013-11-12 23 тур | «Олимпия» | 0:3      | «Таганрог»                                                                               | Волгоград                                                           |
| 15:00 MSK |           | Протокол | 0:1 Алексей Ткач 31′ · 0:2 Станислав Захарченко 52′ (пен.) · 0:3 Александр Валуйский 67′ | Стадион: Олимпия Зрителей: 400 Судья: Александр Гуренко (Астрахань) |
| «Олимпия»: Поляков, Уфаев (Абрамов, 55), Яцук, Атти-Байеба (Молоканов, 78), Рябоконь, Пронин (Кирносов, 34), Смирнов, Калошин (Назаров, 88), Трубников, Алейник, Сердюк. · «Таганрог»: Афанасьев, Родионов, Васильев, Скляднев, Аминев, Захарченко (Гиголаев, 89), Чечулин, Чернышев, Ткач (Заика, 80), Курбанов (Пинчук, 82), Валуйский (Белоколосов, 72). · Уфаев (51'), Алейник (84'). |           |          |                                                                                          |                                                                     |

| 2014-04-10 24 тур | «Олимпия»                                     | 2:1      | «Энергия» (Волжский)      | Волгоград                                                   |
| 17:00 MSK | 1:0 Виктор Борисов 16′ · 2:1 Сергей Уфаев 74′ | Протокол | 1:1 Кирилл Воронщиков 43′ | Стадион: Олимпия Зрителей: 500 Судья: Роман Чернов (Москва) |
| «Олимпия»: Поляков, Уфаев, Яцук, Трубников, Тимачёв, Калошин (В.Смирнов, 58), Рябоконь, Заикин, Борисов (Кирносов, 90), Комаров (Мамедов, 46), Пронин. · «Энергия» (Волжский): Рыськов, Синкевич, Романов, Кутынец, Товкач (Петросян, 79), Ахмедханов, Губочкин, Ларионов, А.Смирнов (Галишников, 76), Сандркин (Ляшенко, 82), Воронщиков (Хрущак, 57). · Трубников (17'), В.Смирнов (76') — Романов (82'). |                                               |          |                           |                                                             |

| 2014-04-15 25 тур | «Дружба» (Майкоп)                | 1:1      | «Олимпия»              | Майкоп                                                                                         |
| 17:00 MSK | 1:0 Кирилл Эйдельнант 18′ (пен.) | Протокол | 1:1 Виктор Борисов 44′ | Стадион: Адыгейский республиканский Зрителей: 400 Судья: Василий Мирошниченко (Ростов-на-Дону) |
| «Дружба» (Майкоп): Кондратьев, Наталич, Абаев (Манченко, 90), А.Муков, Конов, М.Муков (Гаев, 46), Датхужев (Батырбиев, 73), Шуков, Эйдельнант (Кушхов, 78), Кумыков, Суршков (Бароков, 86). · «Олимпия»: Поляков, Уфаев, Яцук, Трубников, Тимачёв, Калошин (Комаров, 89), Рябоконь (Кирносов, 83), Мамедов, Борисов, Заикин (Молоканов, 90), Пронин. · Датхужев (59'), Батырбиев (83') — Калошин (53'). · Шуков (83'), Кумыков (83'). |                                  |          |                        |                                                                                                |

| 2014-04-20 26 тур | «Олимпия» | 0:1      | «Торпедо» (Армавир)          | Волгоград                                                          |
| 17:00 MSK |           | Протокол | 0:1 Александр Нестеренко 23′ | Стадион: Олимпия Зрителей: 700 Судья: Лаша Верулидзе (Владикавказ) |
| «Олимпия»: Поляков, Яцук, Рябоконь, Трубников, Смирнов (Атти-Байеба, 74), Заикин (Комаров, 79), Тимачёв, Э.Мамедов (Кирносов, 76), Борисов, Калошин (Уфаев, 46), Пронин. · «Торпедо» (Армавир): Швагирев, Хорин, Ярославцев, Ионов, Шевченко (Гомлешко, 90), Правило (Касьянов, 90), Нестеренко (Павлов, 78), Баратов, Кобенко (Т.Мамедов, 78), Домшинский (Егиазаров, 87), Дрампов. · Смирнов (16'), Рябоконь (77'), Борисов (89') — Баратов (73'), Правило (90+'). · Рябоконь (82'). |           |          |                              |                                                                    |

| 2014-04-26 27 тур | «Алания-Д» (Владикавказ) | 1:3      | «Олимпия»                                                                | Владикавказ                                                                |
| 17:00 MSK | 1:1 Георгий Гогичаев 28′ | Протокол | 0:1 Андрей Комаров 13′ · 1:2 Эльдар Мамедов 48′ · 1:3 Эльдар Мамедов 75′ | Стадион: Спартак Зрителей: 1 000 Судья: Дмитрий Стрельцов (Ростов-на-Дону) |
| «Алания-Д» (Владикавказ): Томаев, Клещенко, Дойати, Базаев (Сиукаев, 46), Дзуцев (А.Калманов, 71), Качмазов, Туаев (Хабалов, 64), Бугулов, Гатикоев, Хасцаев (Карацев, 85), Гогичаев (Танделов, 89). · «Олимпия»: Поляков, Яцук, Тимачёв, Трубников (Шевелев, 90), Атти-Байеба, Пронин, Смирнов, Заикин (Калошин, 67), Борисов, Комаров (Кирносов, 60; Молоканов, 87), Мамедов. · Танделов (90+') — Атти-Байеба (16'), Комаров (36'), Кирносов (74'), Мамедов (81'). |                          |          |                                                                          |                                                                            |

| 2014-05-2 28 тур | «Олимпия»             | 1:1      | «Машук-КМВ» (Пятигорск) | Волгоград                                                   |
| 15:00 MSK | 1:0 Виктор Борисов 3′ | Протокол | 1:1 Михаил Мулляр 57′   | Стадион: Олимпия Зрителей: 500 Судья: Игорь Панин (Дмитров) |
| «Олимпия»: Поляков, Яцук, Тимачёв, Атти-Байеба, Трубников, Пронин, Смирнов, Заикин (Калошин, 65), Борисов, Молоканов (Кирносов, 46), Комаров. · «Машук-КМВ» (Пятигорск): Марикода, Мулляр, Анисимов, Демидов, Садиров, З.Ибрагимов, М.Дзахмишев, Шанин, Баев, Шрейдер, Богатырёв. · Пронин (38'), Атти-Байеба (46') — Демидов (50'). |                       |          |                         |                                                             |

| 2014-05-8 29 тур | «Витязь» (Крымск)                               | 2:1      | «Олимпия»                      | Крымск                                                              |
| 17:00 MSK | 1:0 Максим Устинов 50′ · 2:0 Артур Григорян 71′ | Протокол | 2:1 Виктор Борисов 90+′ (пен.) | Стадион: СК Гигант Зрителей: 800 Судья: Максим Шутов (Новочеркасск) |
| «Витязь» (Крымск): Мамедов, Качура (Дышеков, 89), Мараховский, Емкужев, Лезгинцев, Балкаров, Михалёв (Колобов, 46), Устинов, Ваниев (Шаров, 74), Прус (Миронов, 88), Обозный (Григорян, 46). · «Олимпия»: Поляков, Яцук, Тимачёв, Атти-Байеба (Шевелев, 84), Калошин, Пронин, Смирнов, Комаров (Кирносов, 66), Заикин, Борисов, Мамедов. · Комаров (62'). |                                                 |          |                                |                                                                     |

| 2014-05-13 30 тур | «Олимпия»              | 1:1      | «Астрахань»            | Волгоград                                                          |
| 17:00 MSK | 1:1 Виктор Борисов 56′ | Протокол | 0:1 Сергей Гриненко 9′ | Стадион: Олимпия Зрителей: 500 Судья: Юрий Сотников (Новороссийск) |
| «Олимпия»: Поляков, Яцук, Тимачёв, Атти-Байеба, Калошин (Шевелев, 66), Смирнов, Пронин, Заикин, Комаров (Кирносов, 46), Борисов, Мамедов. · «Астрахань»: Годенов, Потапов, Зеленский, Калеутин, Панфилов (Карлащук, 72), Щучкин, Уразов (Ажмухамбетов, 70), Уруру, Сечин, Болонин, Гриненко (Абдинов, 46). · Комаров (43'), Кирносов (53'), Борисов (61'), Мамедов (70') — Гриненко (33'). |                        |          |                        |                                                                    |

| 2014-05-19 31 тур | «ГТС» (Рыздвяный)                            | 2:0      | «Олимпия» | Рыздвяный                                                         |
| 17:00 MSK | 1:0 Алан Хугаев 84′ · 2:0 Дмитрий Нечаев 84′ | Протокол |           | Стадион: Факел Зрителей: 500 Судья: Александр Гуренко (Астрахань) |
| «ГТС» (Рыздвяный): Кипа, Бакланов, Солтанов, Сидоричев, Ярцев, Хугаев (Назгаидзе, 90), Медведев (Саверский, 70), Примак, Гыстаров (Кусов, 65), Нечаев (Ташев, 86), Герасимов (Зароченцев, 63). · «Олимпия»: Поляков, Яцук, Рябоконь, Атти-Байеба, Тимачёв, Смирнов (Шевелев, 90), Пронин, Трубников, Кирносов (Комаров, 76), Заикин, Мамедов. · Рябоконь (65'), Пронин (70'), Тимачёв (73'). |                                              |          |           |                                                                   |

| 2014-05-25 32 тур | «Олимпия»              | 1:0      | СКВО (Ростов-на-Дону) | Волгоград                                                          |
| 18:00 MSK | 1:0 Виктор Борисов 16′ | Протокол |                       | Стадион: Олимпия Зрителей: 300 Судья: Евгений Хомченко (Астрахань) |
| «Олимпия»: Поляков, Яцук, Тимачёв, Атти-Байеба, Трубников, Рябоконь (Шевелев, 87), Калошин (Назаров, 90), Молоканов (Кирносов, 57), Борисов, Заикин (Смирнов, 67), Мамедов (Комаров, 80). · СКВО (Ростов-на-Дону): Малов, Дихнов, Валеев (Соколов, 73), Губанов, Ляпусов, Николаев, Мальченко (Габричидзе, 83), Бузняков, Мамонов (Стуканов, 75), Тумасян (Шудров, 71), Басиев (Подбельцев, 82). · Борисов (27'), Заикин (58'), Поляков (90+') — Николаев (30'), Валеев (72'), Дихнов (89'). |                        |          |                       |                                                                    |

| 2014-05-31 33 тур | «МИТОС» (Новочеркасск) | 0:1      | «Олимпия»              | Новочеркасск                                                     |
| 18:00 MSK |                        | Протокол | 0:1 Виктор Борисов 66′ | Стадион: Ермак Зрителей: 500 Судья: Лаша Верулидзе (Владикавказ) |
| «МИТОС» (Новочеркасск): Воронин, Кузнецов, М.Борисов, Юдин, Мироник, Сагин, Гейдаров, Мороз, Талалай (Состин, 69), Смольский (Черемисов, 74), Агапцев. · «Олимпия»: Поляков, Яцук, Тимачёв, Атти-Байеба, Трубников, Пронин, Калошин (Смирнов, 60), Рябоконь (Заикин, 71), Молоканов (Кирносов, 61), В.Борисов, Комаров. · Гейдаров (41'), Юдин (88'), Сагин (88') — Атти-Байеба (53'). |                        |          |                        |                                                                  |

| 2014-06-5 34 тур | «Олимпия» | 0:1      | «Биолог-Новокубанск» (Прогресс) | Волгоград                                                    |
| 17:30 MSK |           | Протокол | 0:1 Кантемир Бацев 20′          | Стадион: Олимпия Зрителей: 500 Судья: Максим Каплин (Москва) |
| «Олимпия»: Поляков, Яцук, Рябоконь (Шевелев, 22), Трубников, Тимачёв, Пронин, Калошин (Смирнов, 55), Заикин, Борисов, Молоканов (Кирносов, 50), Комаров (Сердюк, 82). · «Биолог-Новокубанск» (Прогресс): Шамов, Быков, Науменко, Сапожников, А.Мендель (Кирюшин, 58), И.Менделев, Скородумов, Иванов, Губанов, Конов, Бояринцев (Бацев, 13). · Комаров (43'), Тимачёв (45'), Яцук (67'), Трубников (80'), Борисов (90+') — Бацев (45'), Сапожников (70'), Конов (80'), Иванов (90+'). |           |          |                                 |                                                              |

### Кубок России 2013/2014
| 2013-07-7 1/256 финала | «Олимпия»                                                        | 2:4      | «Энергия» (Волжский)                                                                                      | Волгоград                                                       |
| 19:00 MSK | 1:2 Виктор Яковлев 44′ (пен.) · 2:4 Игорь Масленников 78′ (пен.) | Протокол | 0:1 Константин Селищев 32′ · 0:2 Андрей Кравченко 38′ · 1:3 Дмитрий Губочкин 63′ · 1:4 Артур Петросян 69′ | Стадион: Олимпия Зрителей: 500 Судья: Сергей Баранов (Волжский) |
| «Олимпия»: Поляков, Яцук, Уфаев, Трубников, Абрамов, В.Смирнов (Пронин, 37), Гарипов (Панфилов, 50), И.Масленников, А.Масленников (Сердюк, 71), Яковлев (Кирносов, 67), Мамедов (Сугак, 57). · «Энергия» (Волжский): Рыськов, Романов, Кутынец, Товкач, Синкевич, А.Смирнов, Петросян (Ковалев, 84), Селищев (Бутов, 90), Губочкин, Сошников (Акбашев, 90), Кравченко (Таранов, 90). · В.Смирнов (22'), Гарипов (34'), Уфаев (68'), Абрамов (70'), Сердюк (88') — Селищев (57'), Кравченко (64'), Губочкин (88'). · Синкевич (43'). |                                                                  |          | |                                                                 |

## Статистика

### Индивидуальная

#### Матчи и голы
| 20                                                   | Флаг России | Вр  | Валерий Поляков     | 29 | -33 | 28 | -29 | 1 | -4 |
| 1                                                    | Флаг России | Вр  | Андрей Мишкевич     | 7  | -6  | 7  | -6  | 0 | 0  |
| 16                                                   | Флаг России | Вр  | Антон Бунин         | 0  | 0   | 0  | 0   | 0 | 0  |
| 22                                                   | Флаг России | Защ | Владимир Яцук       | 35 | 2   | 34 | 2   | 1 | 0  |
| 13                                                   | Флаг России | Защ | Вадим Смирнов       | 34 | 2   | 33 | 2   | 1 | 0  |
| 94                                                   | Флаг России | Защ | Александр Трубников | 32 | 1   | 31 | 1   | 1 | 0  |
| 21                                                   | Флаг России | Защ | Арно Атти-Байеба    | 26 | 0   | 26 | 0   | 0 | 0  |
| 23                                                   | Флаг России | Защ | Сергей Уфаев        | 24 | 2   | 23 | 2   | 1 | 0  |
| 27                                                   | Флаг России | Защ | Степан Рябоконь     | 22 | 3   | 22 | 3   | 0 | 0  |
| 6                                                    | Флаг России | Защ | Евгений Пронин      | 20 | 0   | 19 | 0   | 1 | 0  |
| 25                                                   | Флаг России | Защ | Борис Шевелев       | 19 | 0   | 19 | 0   | 0 | 0  |
| 12                                                   | Флаг России | Защ | Андрей Комаров      | 13 | 1   | 13 | 1   | 0 | 0  |
| 4                                                    | Флаг России | Защ | Дмитрий Тимачёв     | 11 | 0   | 11 | 0   | 0 | 0  |
| 19                                                   | Флаг России | Защ | Владимир Назаров    | 2  | 0   | 2  | 0   | 0 | 0  |
| 18                                                   | Флаг России | ПЗ  | Илья Кирносов       | 30 | 1   | 29 | 1   | 1 | 0  |
| 5                                                    | Флаг России | ПЗ  | Евгений Калошин     | 28 | 1   | 28 | 1   | 0 | 0  |
| 24                                                   | Флаг России | ПЗ  | Денис Абрамов       | 15 | 0   | 14 | 0   | 1 | 0  |
| 30                                                   | Флаг России | ПЗ  | Левани Лацузбая     | 13 | 0   | 13 | 0   | 0 | 0  |
| 10                                                   | Флаг России | ПЗ  | Александр Заикин    | 11 | 0   | 11 | 0   | 0 | 0  |
|                                                      | Флаг России | ПЗ  | Александр Нечаев    | 0  | 0   | 0  | 0   | 0 | 0  |
| 9                                                    | Флаг России | Нап | Эльдар Мамедов      | 30 | 2   | 29 | 2   | 1 | 0  |
| 11                                                   | Флаг России | Нап | Артём Сердюк        | 23 | 8   | 22 | 8   | 1 | 0  |
| 7                                                    | Флаг России | Нап | Виктор Борисов      | 24 | 13  | 24 | 13  | 0 | 0  |
| 17                                                   | Флаг России | Нап | Максим Молоканов    | 20 | 0   | 20 | 0   | 0 | 0  |
| 15                                                   | Флаг России | Нап | Андрей Перевалов    | 0  | 0   | 0  | 0   | 0 | 0  |
| Футболисты, которые завершали сезон в других клубах: |             |     |                     |    |     |    |     |   |    |
| 8                                                    | Флаг России | ПЗ  | Олег Алейник        | 19 | 9   | 19 | 9   | 0 | 0  |
| 14                                                   | Флаг России | ПЗ  | Марат Гарипов       | 5  | 0   | 4  | 0   | 1 | 0  |
| 8                                                    | Флаг России | ПЗ  | Владимир Ларионов   | 1  | 0   | 1  | 0   | 0 | 0  |
| 10                                                   | Флаг России | Нап | Виктор Яковлев      | 14 | 5   | 13 | 4   | 1 | 1  |
| 27                                                   | Флаг России | Нап | Алексей Сугак       | 6  | 1   | 5  | 1   | 1 | 0  |
| 30                                                   | Флаг России | Нап | Евгений Панфилов    | 6  | 1   | 5  | 1   | 1 | 0  |
| 21                                                   | Флаг России | Нап | Алексей Масленников | 4  | 0   | 3  | 0   | 1 | 0  |
| 7                                                    | Флаг России | Нап | Игорь Масленников   | 3  | 1   | 2  | 0   | 1 | 1  |

#### Бомбардиры
| Имя                 | ПФЛ | Кубок России | Всего |
| ------------------- | --- | ------------ | ----- |
| Виктор Борисов      | 13  | 0            | 13    |
| Олег Алейник        | 9   | 0            | 9     |
| Артём Сердюк        | 8   | 0            | 8     |
| Виктор Яковлев      | 4   | 1            | 5     |
| Степан Рябоконь     | 3   | 0            | 3     |
| Вадим Смирнов       | 2   | 0            | 2     |
| Владимир Яцук       | 2   | 0            | 2     |
| Сергей Уфаев        | 2   | 0            | 2     |
| Эльдар Мамедов      | 2   | 0            | 2     |
| Евгений Панфилов    | 1   | 0            | 1     |
| Алексей Сугак       | 1   | 0            | 1     |
| Евгений Калошин     | 1   | 0            | 1     |
| Илья Кирносов       | 1   | 0            | 1     |
| Александр Трубников | 1   | 0            | 1     |
| Андрей Комаров      | 1   | 0            | 1     |
| Игорь Масленников   | 0   | 1            | 1     |
| Итого               | 51  | 2            | 53    |

#### «Сухие» матчи
| Имя             | ПФЛ | Кубок России | Всего |
| --------------- | --- | ------------ | ----- |
| Валерий Поляков | 8   | 0            | 8     |
| Андрей Мишкевич | 1   | 0            | 1     |
| Итого           | 9   | 0            | 9     |

Примечание: в данной таблице учитываются только полные матчи (без замен), в которых вратарь не пропустил голов.

#### Дисциплинарные показатели
| Имя                 | ПФЛ          | ПФЛ                    | ПФЛ      | Кубок России | Кубок России           | Кубок России | Всего        | Всего                  | Всего    |
| Имя                 | Предупреждён | Yellow card · Red card | Red card | Предупреждён | Yellow card · Red card | Red card     | Предупреждён | Yellow card · Red card | Red card |
| ------------------- | ------------ | ---------------------- | -------- | ------------ | ---------------------- | ------------ | ------------ | ---------------------- | -------- |
| Арно Атти-Байеба    | 8            | 0                      | 0        | 0            | 0                      | 0            | 8            | 0                      | 0        |
| Александр Трубников | 8            | 0                      | 0        | 0            | 0                      | 0            | 8            | 0                      | 0        |
| Степан Рябоконь     | 7            | 1                      | 1        | 0            | 0                      | 0            | 7            | 1                      | 1        |
| Виктор Борисов      | 7            | 1                      | 0        | 0            | 0                      | 0            | 7            | 1                      | 0        |
| Артём Сердюк        | 6            | 1                      | 0        | 1            | 0                      | 0            | 7            | 1                      | 0        |
| Вадим Смирнов       | 5            | 0                      | 0        | 1            | 0                      | 0            | 6            | 0                      | 0        |
| Олег Алейник        | 5            | 0                      | 0        | 0            | 0                      | 0            | 5            | 0                      | 0        |
| Евгений Калошин     | 5            | 0                      | 0        | 0            | 0                      | 0            | 5            | 0                      | 0        |
| Эльдар Мамедов      | 5            | 0                      | 0        | 0            | 0                      | 0            | 5            | 0                      | 0        |
| Андрей Комаров      | 4            | 0                      | 0        | 0            | 0                      | 0            | 4            | 0                      | 0        |
| Владимир Яцук       | 4            | 0                      | 0        | 0            | 0                      | 0            | 4            | 0                      | 0        |
| Сергей Уфаев        | 3            | 0                      | 0        | 1            | 0                      | 0            | 4            | 0                      | 0        |
| Евгений Пронин      | 4            | 0                      | 0        | 0            | 0                      | 0            | 4            | 0                      | 0        |
| Виктор Яковлев      | 3            | 0                      | 0        | 0            | 0                      | 0            | 3            | 0                      | 0        |
| Левани Лацузбая     | 2            | 0                      | 0        | 0            | 0                      | 0            | 2            | 0                      | 0        |
| Илья Кирносов       | 2            | 0                      | 0        | 0            | 0                      | 0            | 2            | 0                      | 0        |
| Валерий Поляков     | 2            | 0                      | 0        | 0            | 0                      | 0            | 2            | 0                      | 0        |
| Дмитрий Тимачёв     | 2            | 0                      | 0        | 0            | 0                      | 0            | 2            | 0                      | 0        |
| Денис Абрамов       | 1            | 0                      | 0        | 1            | 0                      | 0            | 2            | 0                      | 0        |
| Алексей Сугак       | 1            | 0                      | 0        | 0            | 0                      | 0            | 1            | 0                      | 0        |
| Евгений Панфилов    | 1            | 0                      | 0        | 0            | 0                      | 0            | 1            | 0                      | 0        |
| Александр Заикин    | 1            | 0                      | 0        | 0            | 0                      | 0            | 1            | 0                      | 0        |
| Марат Гарипов       | 0            | 0                      | 0        | 1            | 0                      | 0            | 1            | 0                      | 0        |
| Итого               | 86           | 3                      | 1        | 5            | 0                      | 0            | 91           | 3                      | 1        |

### Командная

#### Движение команды в ПФЛ по турам
| 9 |

| 12 |

| 8 |

| 8 |

| 10 |

| 10 |

| 9 |

| 8 |

| 6 |

| 6 |

| 4 |

| 4 |

| 4 |

| 3 |

| 3 |

| 3 |

| 3 |

| 3 |

| 3 |

| 3 |

| 3 |

| 3 |

| 3 |

| 3 |

| 3 |

| 3 |

| 3 |

| 3 |

| 4 |

| 4 |

| 5 |

| 5 |

| 3 |

| 4 |

| − Победа − Ничья − Поражение |

#### Общая статистика
| Сыграно матчей                              | 35 (34 ПФЛ, 1 Кубок России)                                                                    |
| Победы                                      | 17                                                                                             |
| Ничьи                                       | 7                                                                                              |
| Поражения                                   | 11 (10 ПФЛ, 1 Кубок России)                                                                    |
| Забито мячей                                | 53                                                                                             |
| Пропущено мячей                             | 39                                                                                             |
| Разница мячей                               | +14                                                                                            |
| Пенальти: забитые/назначенные               | 8/8                                                                                            |
| Пенальти соперника: пропущенные/назначенные | 4/5                                                                                            |
| Предупреждения                              | 91                                                                                             |
| Удаления                                    | 4                                                                                              |
| Худшая дисциплина                           | Арно Атти-Байеба 8 · Александр Трубников 8                                                     |
| Тренер                                      | Артём Куликов 35 матчей (+17=7−11)                                                             |
| Лучший счёт                                 | 5:2 (Д) против «Дружба» — ПФЛ, 28 августа 2013                                                 |
| Худший счёт                                 | 0:3 (Г) против «Волгарь» — ПФЛ, 9 августа 2013 0:3 (Д) против «Таганрог» — ПФЛ, 12 ноября 2013 |
| «Сухие» матчи                               | 9                                                                                              |
| Наибольшее число матчей                     | Владимир Яцук (35 матчей)                                                                      |
| Лучший бомбардир                            | Виктор Борисов (13 голов)                                                                      |
| Индивидуальные достижения                   | Артём Куликов — лучший тренер зоны «Юг» в сентябре по версии журналистов                       |

Примечание: в данной таблице не учитываются результаты товарищеских матчей.

#### Общая статистика по турнирам
| Турнир       | И  | В  | Н | П  | ЗМ | ПМ | ±М  | ЖК | 2ЖК | КК | О               |
| ------------ | -- | -- | - | -- | -- | -- | --- | -- | --- | -- | --------------- |
| ПФЛ          | 34 | 17 | 7 | 10 | 51 | 35 | +16 | 86 | 3   | 1  | 58/102 (56,9 %) |
| Кубок России | 1  | 0  | 0 | 1  | 2  | 4  | –2  | 5  | 0   | 0  | 0/3 (0 %)       |
| Всего        | 35 | 17 | 7 | 11 | 53 | 39 | +14 | 91 | 3   | 1  | 58/105 (55,2 %) |